# Diogo Lopes da Franca
Diogo Lopes da Franca (Tânger, c. 1520 - 1578, Alcácer Quibir) Adail, capitão interino de Tânger, e governador de Ceuta.

## Osda Francade Tânger
Diogo Lopes da Franca (escrito por vezes da França) pertencia a uma familia oriunda de Tavira, estabelecida em Tânger. Essa família tinha ligações com um ramo da famíla Pessanha, como ela oriundo de Tavira, e que também se tinha exilado na cidade marroquina. Seu avô, do mesmo nome, (Diogo Lopes da Franca), "contador nos almoxarifados de Tavira, Faro e Loulé", tinha casado com uma Genebra Pessanha, de quem têve, entre outros,  Lançarote da Franca que «foi dos que se exilaram de Tavira para Tânger», pai do nosso Diogo. Uma irmã de Diogo, Simôa da Franca casou ela, já em Tânger, com Pedro Correia Pessanha, filho do sargento mor de Tavira, Diogo Pessanha, e bisneto de "Carelos", ou Carlos Pessanha 6° Almirante de Portugal.

## Cavaleiro de Tânger
Do nosso Dom Diogo parece que se encontra a primeira menção na Chronica do muyto alto e muyto poderoso rey deste reynos de portugal Dom João o III, de Francisco d'Andrada, capitulo V , intitulado Francisco Botelho capitão de Tangere sae da cidade a pelejar cos mouros tres legoas delle, e o que lhe sucede. : Depois da batalha ocurrida em 21 de Outubro de 1546, onde muitos portugueses foram feridos « ...o capitão [ Francisco Botelho ] não ficou aquelle dia de todo em salvo, porque na derradeira volta que fez cos mouros, dous delles, que o deviaõ conhecer, se chegarão tanto a elle, que hum delles lhe deu huma lançada que lhe atravessou a sella cos lombos do cavallo, e o outro se foy abraçar com elle, porem logo aly lhe acudirão Jerónimo Mealha, Joaõ Alvez Dandrada, Francisco Gil, e Cleofas Gil, que andavão em sua companhia, Diogo Lopes da Franca, Aires Pinto Ribeyro, Pêro Vaz Magro, e Manoel Castanho porteyro da camara de S. A. e da criação do mesmo capitão, que derrubou o mouro que o tinha abraçado , e co socorro e esforço destes cavaleyros ficou o capitão de todo fora de perigo.»

## Capitão de Tânger
Diogo Lopes da Franca exerceu por várias vezes o governo interim de Tânger. A primeira vez foi depois da morte do governador Luís da Silva de Meneses em 29 de Abril de 1554. O governo da praça ficou indeciso, entregando-se «as chaves das portas a Pedro Garcia, capitão de Infantaria, que as têve cinco dias com as aparências de governo.» Mas ao cabo desses dias «o povo elegeu para Governador a Pedro Álvares Correia, que servia de sargento Maior», mas este morreu ao cabo também de cinco dias. Em seu lugar foi então eleito Diogo Lopes da Franca, «que governou até que el-rei achou por bem de prover este cargo.» Chegou pouco mais tarde Bernardim de Carvalho para o governo.
Quando este partiu, em 1564, ficou como capitão Diogo Lopes, eleito novamente pelo povo, até que chegou o novo governador Lourenço Pires de Távora em 1° de Abril desse ano. E assim aconteceu quando este partiu em 1566, ficando Diogo até 15 de Julho, quando chegou João de Meneses, o Craveiro, e mais uma vez quando este partiu em 1° de Agosto de 1572, substituido depois por Rui de Sousa de Carvalho que sendo morto numa escaramuça com os mouros, Diogo supriu novamente em Maio de 1573. Essa última capitania durou parece mais que as outras, sendo afinal em 1574 o próprio Dom António, Prior do Crato, que vivia em Tânger desde 1566, que ocupou o governo da praça...

## Capitão de Ceuta
Quanto a Dom Diogo, parece que em recompensa dessas suplências bem sucedidas foi nomeado governador de Ceuta em substituição desta vez de D. Manuel de Meneses, duque de Vila Real. Governou durante três anos, até que voltou o mesmo D. Manuel, em 1577.
Durante as suas capitanias parece que não houve grande feito, por não se encontrar nenhuma menção deles, o que deixa supor que foi com prudencia que ocupou o seu posto.
Encontra-se seu nome nos mortos da batalha de Alcácer-Quibir.

## Descendência
Diogo Lopes casou com Joanna Dias de Aguiar de quem têve Lançarote, Lourenço Correia, Belchior (que depois também foi capitão interino de Tânger, e pai de outro governador da praça, André), André Dias, Simôa, Isabel, Vasco Correia, Jerónimo, e Braz. E Também provavelmente outro Diogo Lopes :

## Outros Diogos Lopes da Franca
Há muita confusão entre os vários Diogo Lopes da Franca. O mais antigo que se encontrou era Filho de Afonso Lopes da Franca e Catarina Afonso, tataravós do nosso Diogo. Esse Diogo parece têr vivido em Tavira, proprietário das Saboarias dessa vila, e também de "Alcoutim, Castro Marim e aldeia de Martim Longo", em 1497. Este têve também um sobrinho do mesmo nome, filho do seu tio Lopo Afonso da Franca, e de Violante Valdez : foi o Diogo que se casou com Genebra Pessanha, avô do nosso biografado.
Nas listas genealógicas não se encontram mais familiares com esse nome, mas é portanto de dois Diogos Lopes da Franca de quêm podemos lêr as tribulações na História de Tânger de D. Fernando de Meneses, e não dum só, como pensou João Baptista da Silva Lopes, socio da Academia R. das sciencias de Lisboa , porque os feitos narrados acontecem em duas épocas diferentes, e os do segundo Diogo acontecem na época de Pedro Manuel (1617-1621) e de D. Miguel de Noronha (1624-1628), época em que o capitão de Tânger e de Ceuta, se vivesse teria já pelo menos 100 anos, sem contar os anos de cativeiro que sucederam...
Foi esse Diogo, filho do nosso biografado :
Aqui vem uma pequena biografia dele, tirada da História de Tânger para o ano de 1618, pouco antes de Abril : «Sentidos os Mouros destas perdas, juntarão poder, e entrarão no campo, estando nelle o General ; correrão com grande furia do terço do meyo. Voltou com elles o Adail, matoulhe alguns com que os fez retirar, não se empenhando mais, por não ter ordem ; quiz o General  [ Pedro Manuel ] carregar os Mouros, oppozselhe o Contador André Dias da Franca, dizendolhe, que se contentasse de o inimigo lhe voltar as costas com perda, que o podia fazer de industria, e ter de cilada algum grande recontro ; pareceo bem ao General o conselho, porém Gaspar de Arouca, Cavalleiro de valor, e que só queria pelejar, disse com paixão, que sempre os Mouros tinhão padrinhos ; chegou logo esta noticia a Diogo Lopes da Franca, que estava com o Adail, e como era nelle tão grande o valor, e moderação como a desconfiança, voltando aonde estava o General, correo a lança a Gaspar de Arouca, e passando-o pela garganta deu com elle morto em terra com tanto soccego como se nada tivera feito. O General o prendeo, e teve o fim que adiante veremos».
Entre 1624 e 1628 : «Entre estas felicidades da guerra, não deixou o Conde General de sentir na paz alguns desgostos : foy a principal causa delles Diogo Lopes da Franca, porque encontrandose com D. Fernando de Noronha, filho mais velho do Conde, que sendo então minino hia aprender ao Convento, e inclinandole Diogo Lopes a cabeça, que hia para o camрo, D. Fernando pelo não advirtir, e ir vendo a lição lhe não tirou o chapeo, o que Diogo Lopes sofreo tão mal, que lhe correo a lança, e com o canto della o maltratou em hum braço : queixouse D. Fernando a seu pay, alvoroçarãose os criados de casa, e outros muitos que assistirão ao General ; a Diogo Lopes se lhe juntarão os parentes, e estava para succeder huma grande ruina ; porém o Conde General governandose com mais prudencia, que paixão, e querendo usar mais dos poderes de Ministro, que de particular sahio em pessoa, quietou o alvoroço, prendeo Diogo Lopes, carregado de ferros o remeteo ao Limoeiro de Lisboa, dando conta a ElRey, e aos Ministros do excesso, que commettera, e que deixara de o castigar por acudir puntualmente às obrigaçoens de seu officio, pois sendo parte não queria ser Juiz. Esteve Diogo Lopes prezo muito tempo, e sendo depois solto, matou outro homem, e tornou a ser prezo no Limoeiro : matou outro homem, e ultimamente foy degolado por estes delictos, acabando assim hum homem de tanto valor, que com a muita desconfiança desluzio outras partes, que o fazião digno de melhor fortuna.»